# قاضی‌چاق (شهرستان تلاس)
قاضی‌چاق (به قرقیزی: Козучак، قوزۇچاق) یک منطقهٔ مسکونی در قرقیزستان است که در شهرستان تلاس واقع شده‌است. قاضی‌چاق ۱٬۳۳۵ نفر جمعیت دارد و ۱٬۴۱۳ متر بالاتر از سطح دریا واقع شده‌است.